# سوتا
سوتا (بالإسبانية: Sergio Campano Franco)‏ هو لاعب كرة قدم إسباني في مركز الوسط، ولد في 1 يونيو 1987 في بطليوس في إسبانيا. لعب مع ميلسامي أورهي ونادي بطليوس ونادي لوكوموتيف صوفيا.

## وصلات خارجية
- سوتا على موقع قاعدة بيانات كرة القدم.إي يو (الإنجليزية)
- سوتا على موقع Soccerway.com (الإنجليزية)